# Huripjaya
Huripjaya is een bestuurslaag in het regentschap Bekasi van de provincie West-Java, Indonesië. Huripjaya telt 3427 inwoners (volkstelling 2010).